# Fernando Valle Roso
Fernando Valle Roso (La Felguera, Langreo, Asturias, 1986) es un cantante español de tonada tradicional, que viene formando pareja desde hace años con su hermana, Marisa Valle Roso, además de desarrollar su trabajo en solitario como intérprete. Ambos hermanos forman parte de la denominada Quinta del Nalón, junto con Anabel Santiago, Héctor Braga y Pablo Carrera.

## Biografía
Fernando Valle Roso se inició en el mundo de la tonada en el año 2000, de la mano de una de las voces más importantes del momento, Alfredo Canga. Desde entonces ha conseguido un buen número de premios en los principales concursos de canción asturiana: La Nueva (2002 y 2003), El Entrego (2003 y 2006), Amieva (2004) y Gijón (2004) en categoría juvenil, y en categoría absoluta alcanzó un primer premio en el apartado de canción minera del Concursu de la Canción de les Mines de La Nueva (2007) y el tercer premio en tonada renovada del Concursu y Muestra de Folclor Ciudá d'Uviéu (2008). 
Los hermanos Valle Roso interpretan tonada dialogada (como lo había hecho el propio Alfredo Canga junto a Diagmina Noval) y tonada a dos voces. Han grabado diversos discos colectivos con otros autores. En el año 2009 graban su primer disco en solitario, Un pasu más, en el que dan un toque personal a la tonada tradicional. Esta grabación se inscribe en el apartado de renovación del género de l'asturianada.
En 2012 sacó el CD Camín d'ayures, que recibió el Premio de la Crítica RPA 2012 al mejor disco del año. Quince canciones que repasan la música tradicional, con arreglos muy elaborados, al lado de piezas originales de Macu González o la conocida Carmina de Víctor Manuel.

## Discografía
- Camín d'ayures. Every Good Song. 2012
- 13 X Mánfer. L'aguañaz. D. L.: AS-1254/11. 2011
- 25 clásiques de l'Asturianada. L'aguañaz. CDÑAZ 161. 2010
- Un pasu más. L'aguañaz. CDÑAZ 157. 2008
- Asturianaes. Fonográfica Asturiana. CD SFA-379. 2006
- La mina que nun cierra. Llibru-discu Foro por la Poesía de la Cuenca del Nalón. KRK EDICIONES. D.L.: AS-2380/06. 2006
- Con voz de muyer. Instituto asturiano de la mujer. Publicaciones Ámbitu. D.L.: AS-0671/04. 2004
- Cantares de mina. Ámbitu. CD-AM005. 2003